# Storån (Ammerån alpin)
Storån (Ammerån alpin) este o arie protejată (arie specială de conservare — SAC, sit de importanță comunitară — SCI) din Suedia întinsă pe o suprafață de 81,6 ha, integral pe uscat.

## Localizare
Centrul sitului Storån (Ammerån alpin) este situat la coordonatele 63°55′52″N 14°53′01″E / 63.9312°N 14.8835°E.

## Înființare
Situl Storån (Ammerån alpin) a fost declarat sit de importanță comunitară în mai 2000 pentru a proteja 1 specie de animale. Situl a fost protejat și ca arie specială de conservare în decembrie 2009.

## Biodiversitate
Situată în ecoregiunea alpină, aria protejată conține 1 habitat natural: Râuri de munte și vegetația erbacee de pe malurile acestora.
La baza desemnării sitului se află o specie protejată de  nevertebrate: Margaritifera margaritifera.